# ميكي شيمومورا
ميكي شيمومورا (باليابانية: 下村実生؛ بالكانا: しもむら みき) هي راقصة ومغنية وعارضة يابانية، ولدت في 22 أكتوبر 1998 في طوكيو في اليابان.